# Аба Лернер
А̀ба Птахия Лернер (на английски: Abba Ptachya Lerner) е американски икономист.

## Биография
Роден е на 28 октомври 1903 г. в Бесарабия (тогава в Руската империя) в еврейско семейство, което емигрира, когато той е 3-годишен, във Великобритания. Още на 16-годишна възраст работи като машинист, преподавател в училище с преподаване на иврит и бизнесмен. Влиза в Лондонското училище по икономика през 1929 г., където учи при Фридрих Хайек.
Шест-месечният му престой в Кеймбридж (1934 – 1934) го сближава с Джон Майнард Кейнс. Лернер се жени за Алис Сендак през 1930 г., те имат близнаци Марион и Лайънъл през 1932 г.
През 1937 г. Лернер емигрира в САЩ, където се сприятелява със своите интелектуални опоненти Милтън Фридман и Бари Голдуотър.
Член на Националната академия на науките на САЩ от 1974 г.
Умира на 27 октомври 1982 г. в Талахаси (Флорида).